# باربرا بروكس
باربرا بروكس (بالإنجليزية: Barbara Brookes)‏ هي مؤرخة وكاتِبة نيوزيلندية، ولدت في 1955.